# Krasnoborsk
Krasnoborsk (in lingua russa Красноборск) è una città situata in Russia, nell'oblast' di Arcangelo, più precisamente nel Krasnoborskij rajon.